# Michail Semyonov
Michail Semyonov, en russe : Михаил Владимирович Семёнов, né le 18 septembre 1933 à Rostov-sur-le-Don, dans la République socialiste fédérative soviétique de Russie, et mort le 9 novembre 2006 est un ancien joueur soviétique de basket-ball. 

## Palmarès
- Finaliste des Jeux olympiques 1956
- Finaliste des Jeux olympiques 1960
- 3e 1955
- Champion d'Europe 1957
- Champion d'Europe 1959